# پل طره‌ای

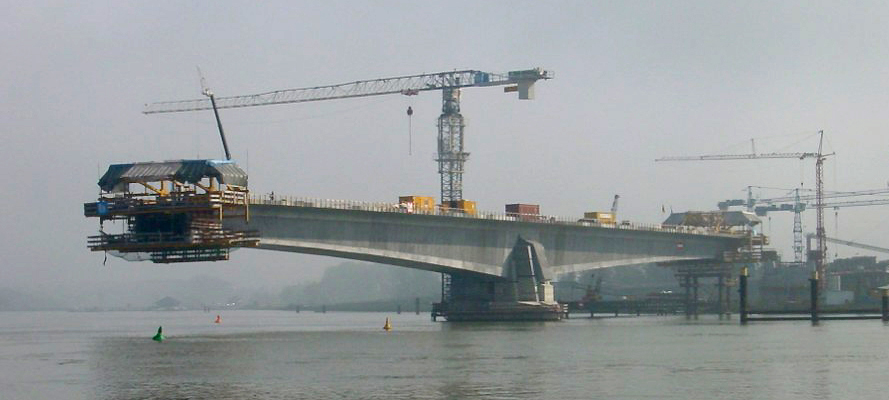
یک پل طره‌ای بتنی در حال ساخت بر روی رودخانه راین

پل طره‌ای یا پل کنسولی (به انگلیسی: Cantilever Bridge)، نوعی پل است که با استفاده از طره ساخته شده‌است. طره، به سازه‌هایی گفته می‌شود که به صورت افقی در فضا ساخته شده‌اند و تنها در یک انتها دارای تکیه‌گاه هستند. برای ساخت پل‌های عابر پیاده، طره‌ها ممکن است به صورت تیرهای ساده نیز ساخته شوند؛ اما در طراحی پل‌های کنسولی بزرگ که برای عبور دادن ترافیک جاده و راه‌آهن ساخته می‌شوند، از خرپاهای فولادی یا تیرهای جعبه‌ای ساخته‌شده با بتن پیش‌تنیده استفاده می‌شود. ساخت پل طره‌ای فولادی، یک موفقیت بزرگ مهندسی به حساب می‌آمد؛ زیرا برای نخستین بار، دهانه‌های بزرگ‌تر از ۴۶۰ متر را به خوبی پوشش می‌داد. همچنین، اجرای آن نیز آسان بود.
پل طره‌ای با سازه‌هایی ساخته می‌شود که به‌طور افقی به درون فضا گسترش یافته و تنها در یک سر (که طره نام دارد) تکیه‌گاه دارند. برای پل‌های پیاده‌روی کوچک، طره‌ها می‌توانند تیرهای ساده باشند، اما پل‌های طره‌ای بزرگ که برای عبور وسایل نقلیهٔ جاده‌ای یا ریلی ساخته می‌شوند، از خرپاهای ساخته‌شده با فولاد سازه‌ای یا تیر جعبه‌ای‌های ساخته‌شده با بتن پیش‌تنیده بهره می‌برند.
پل طره‌ای خرپایی فولادی زمانی که برای نخستین بار به‌کار گرفته شد، پیشرفتی بزرگ در مهندسی به‌شمار آمد، زیرا می‌تواند دهانه‌هایی بیش از ۱٬۵۰۰ فوت (۴۵۰ متر) را پوشش دهد و به‌دلیل نیاز اندک یا نبود قالب‌بندی موقت، ساخت آن در گذرگاه‌های دشوار آسان‌تر است.

## خاستگاه

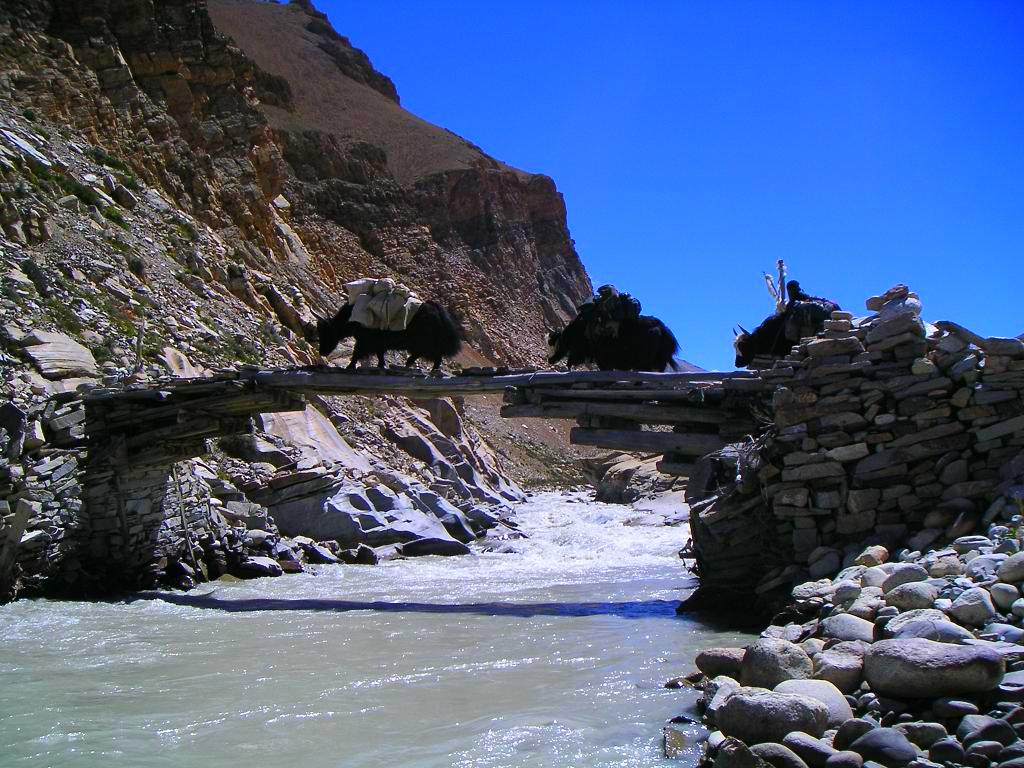
شکل اولیهٔ پل طره‌ای

در سدهٔ نوزدهم، مهندسان دریافتند که پلی که به‌صورت پیوسته بر چندین تکیه‌گاه قرار گرفته باشد، بار را میان آن‌ها توزیع می‌کند. این امر باعث کاهش تنش در تیر یا خرپا شده و امکان ساخت دهانه‌های بلندتر را فراهم می‌کرد. چندین مهندس در این دوره، پل‌های پیوسته با لولا در میانهٔ دهانه را ثبت کردند. استفاده از لولا، مزیت ایستایی معین بودن و نیز توانایی مقابله با نشست نامساوی پی‌ها را داشت.
هاینریش گربر در سال ۱۸۶۶ امتیاز اختراع تیر لولادار را گرفت و نخستین کسی بود که چنین پلی ساخت. پل هاسفورت بر رود ماین در آلمان با دهانهٔ میانی ۳۸ متر در سال ۱۸۶۷ تکمیل شد و نخستین پل طره‌ای امروزی به‌شمار می‌آید.
نمونه‌های مهم اولیهٔ طرح طره‌ای شامل پل های بریج کنتاکی (۱۸۷۷)، پل طره‌ای نیاگارا (۱۸۸۳) و پل پوکیپسی (۱۸۸۹) بودند.
پل فورث از نمونه‌های برجستهٔ اولیه است که ۲۹ سال رکورد طولانی‌ترین دهانهٔ جهان را داشت تا اینکه پل کبک جای آن را گرفت.

## کارکرد
به‌گفتهٔ جان الکساندر لو وادل، پل طره‌ای سازه‌ای است که بخشی از آن به‌عنوان مهار، بخش دیگری را که از روی پایهٔ نگهدارنده فراتر رفته، پشتیبانی می‌کند.
در ساده‌ترین شکل، پل طره‌ای از دو بازوی طره تشکیل می‌شود که از دو سوی مانع به‌سوی هم پیشروی کرده و در میانه به هم می‌رسند. در گونهٔ رایج «دهانهٔ معلق»، بازوها در میانه به هم نمی‌رسند، بلکه دهانهٔ میانی که خود یک پل خرپایی است، روی سر آن‌ها قرار می‌گیرد.
طره‌های خرپایی فولادی بار را با کشش در اعضای بالایی و فشار در اعضای پایینی تحمل می‌کنند.

## روش‌های ساخت
برخی پل‌های قوسی فولادی مانند پل ناواهو با روش طره‌ای کامل از هر دو طرف ساخته می‌شوند، بدون تکیه‌گاه موقت زیرین یا برج و کابل موقت بالایی.

## فهرست بر پایه طول
طولانی‌ترین پل‌های طره‌ای جهان (بر پایهٔ طول دهانهٔ اصلی):
| رتبه | پل                             | مکان                                       | کشور                | تاریخ       | طول (متر) |
| ---- | ------------------------------ | ------------------------------------------ | ------------------- | ----------- | --------- |
| ۱    | پل کبک                         | کبک                                        | کانادا              | ۱۹۱۹        | ۵۴۹       |
| ۲    | پل فورث                        | فیرث آو فورث                               | اسکاتلند            | ۱۸۹۰        | ۵۲۱ × ۲   |
| ۳    | پل می‌ناتو                      | اوساکا                                     | ژاپن                | ۱۹۷۳        | ۵۱۰       |
| ۴    | پل کُمدور بری                   | چستر، پنسیلوانیا                           | ایالات متحده آمریکا | ۱۹۷۴        | ۵۰۱       |
| ۵    | پل کرسن سیتی کانکشن (دو دهانه) | نیواورلئان، لوئیزیانا                      | ایالات متحده آمریکا | ۱۹۵۸ و ۱۹۸۸ | ۴۸۰       |
| ۶    | پل هاورا                       | کلکته، بنگال غربی                          | هند                 | ۱۹۴۳        | ۴۵۷       |
| ۷    | پل گرامرسی                     | گرامرسی، لوئیزیانا                         | ایالات متحده آمریکا | ۱۹۹۵        | ۴۴۵       |
| ۸    | پل دروازهٔ توکیو                | توکیو                                      | ژاپن                | ۲۰۱۲        | ۴۴۰       |
| ۹    | پل جی. سی. ون هورن             | کمبلتون، نیوبرانزویک و پوئن-آ-لا-کروآ، کبک | کانادا              | ۱۹۶۱        | ۳۸۰       |
| ۱۰   | پل هورِیس ویلکینسون             | بتن روژ، لوئیزیانا                         | ایالات متحده آمریکا | ۱۹۶۸        | ۳۷۶       |
| ۱۱   | پل تاپن زی (۱۹۵۵–۲۰۱۷)         | ساوت نیاک، نیویورک و تَریت‌تاون، نیویورک     | ایالات متحده آمریکا | ۱۹۵۵        | ۳۶۹       |
| ۱۲   | پل لوئیس و کلارک (رود کلمبیا)  | لانگ‌ویو، واشینگتن و رینیِر، اورگن           | ایالات متحده آمریکا | ۱۹۳۰        | ۳۶۶       |

## نمونه‌ها

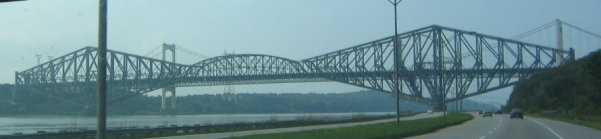
پل کبک
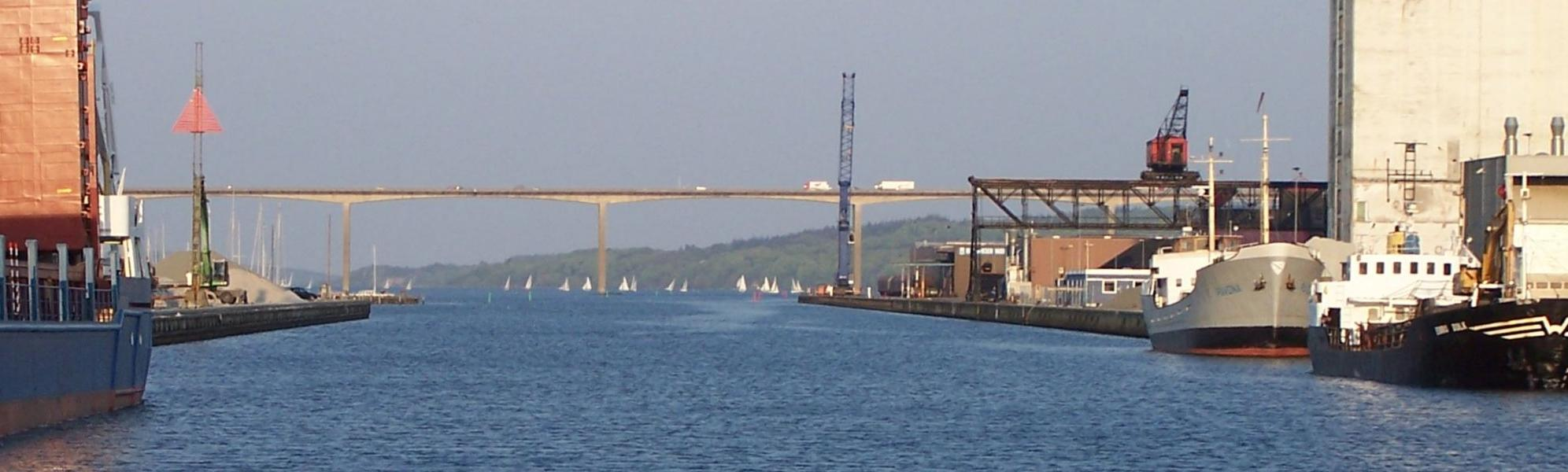
پل فورد ویله
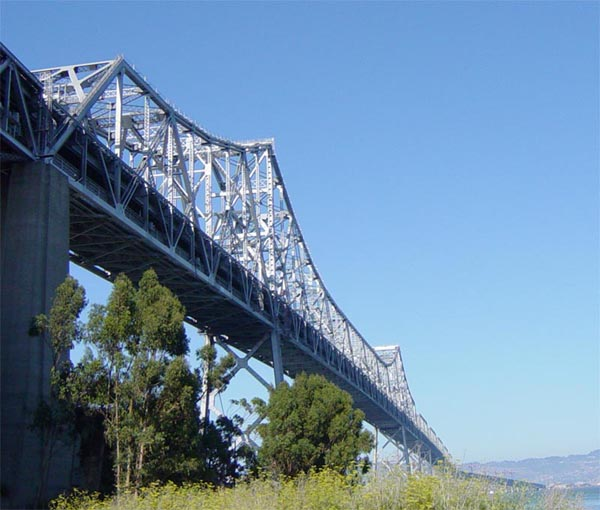
دهانهٔ شرقی پیشین پل خلیج سانفرانسیسکو–اوکلند
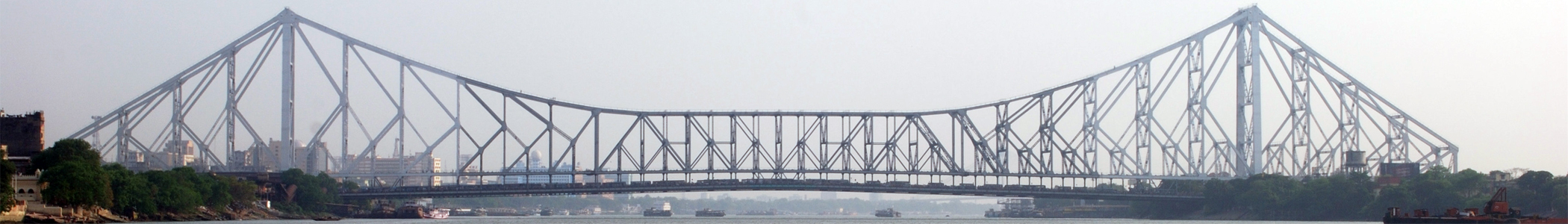
پل هاورا
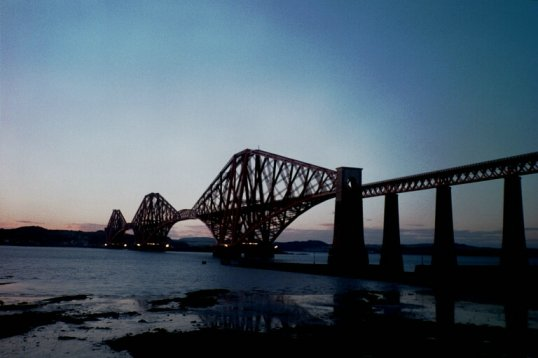
پل فورث